# Pavimento intertravado de concreto

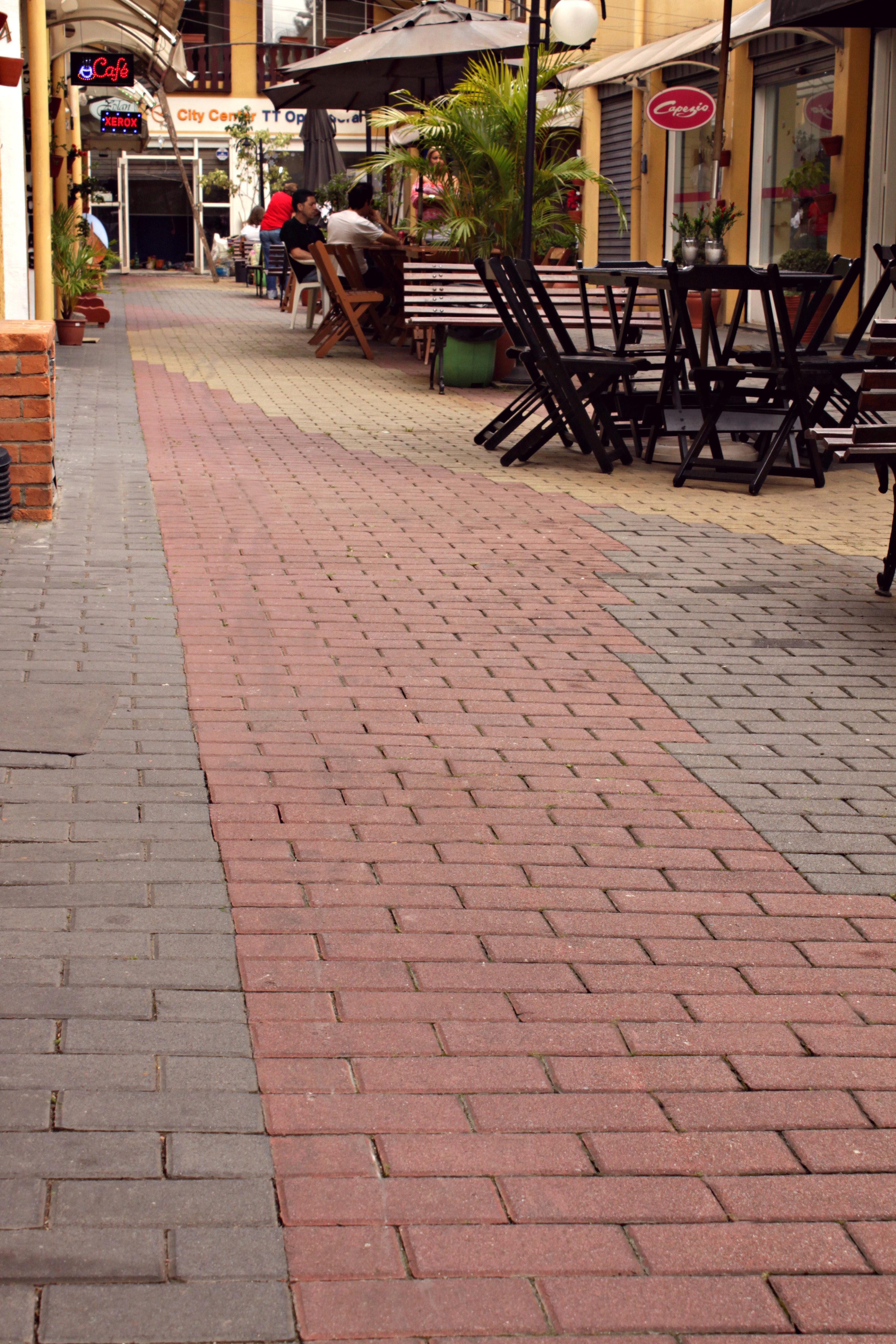
Pavimento Intertravado Colorido

O Pavimento travado de Concreto é um tipo de pavimento que ganhou popularidade pelo mundo durante as últimas décadas. O produto emergiu como uma alternativa prática e versátil a outros tipos de pavimentos.

## História

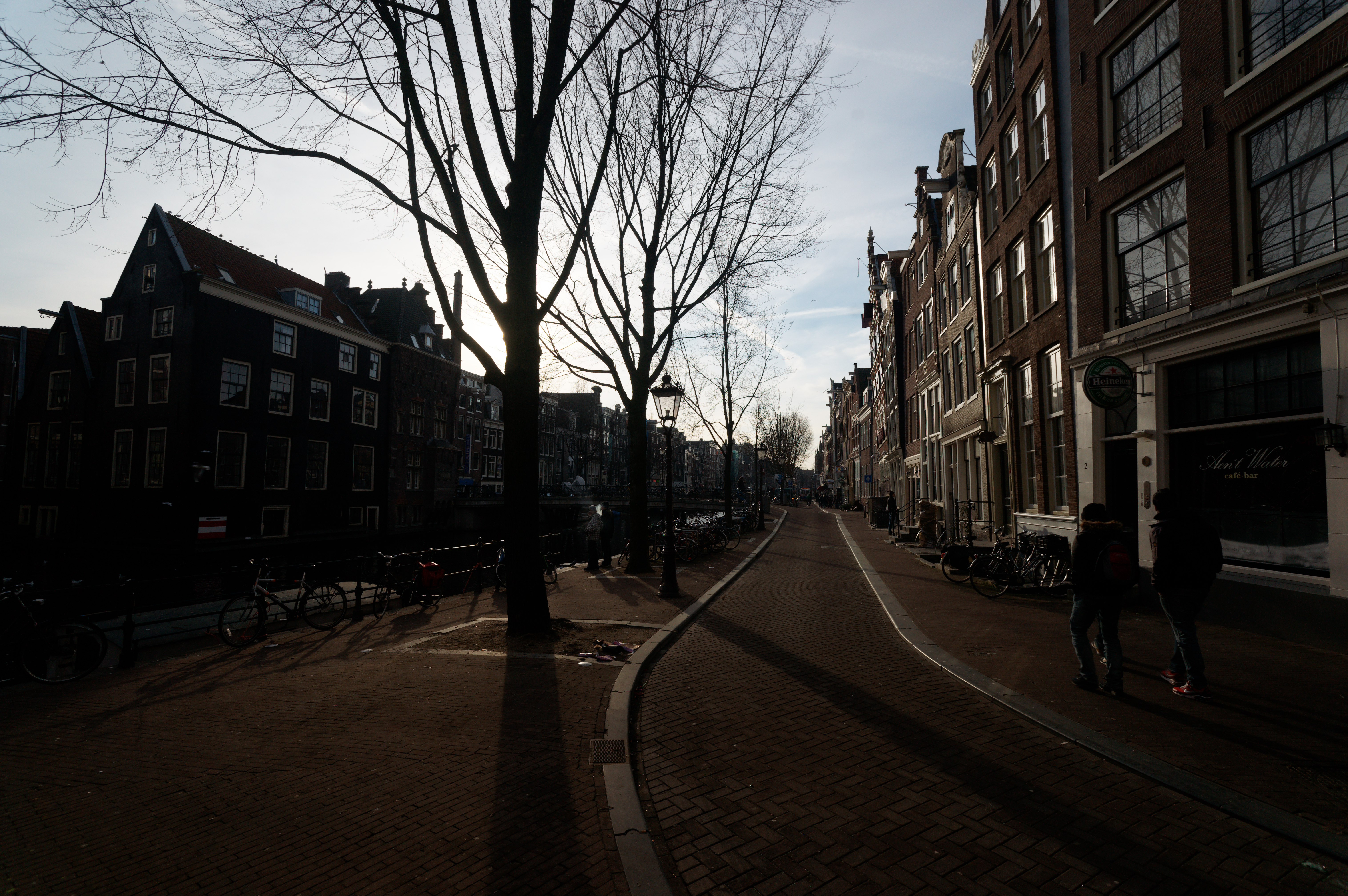
Pavimento intertravado de concreto em uma rua em Amsterdão, nos Países Baixos.

O travado vem sendo usado há milhares de anos. O primeiro registro de utilização desse pavimento vem da Ilha de Creta. O Império Romano também utilizou o recurso e  construía suas vias utilizando o conceito. Como exemplo podemos citar a Via Ápia que pavimentada através do travamento de pedras naturais perdura até os dias de hoje.
Em meados dos anos 1940 que os primeiros pisos travados de concreto começaram a ser produzidos, mais precisamente nos Países Baixos. Por se tratar de um país que está abaixo do nível do mar, o solo apresenta características instáveis prejudicando a pavimentação por concreto aplicado. A união dos blocos individuais de concreto foi a saída mais adequada para resolver o problema do tipo de solo daquele país. As primeiras peças produzidas tinham 10x20cm e inicialmente foram chamadas de pedras holandesas. O piso travado emergiu como um substituto mais prático e confortável em relação ao paralelepípedo, popular durante muitos anos por sua resistência e durabilidade.

## Constituição das Peças
O concreto utilizado nas peças é constituído de cimento Portland, agregados e água, sendo permitido o uso de aditivos e pigmentos. 

## O travamento

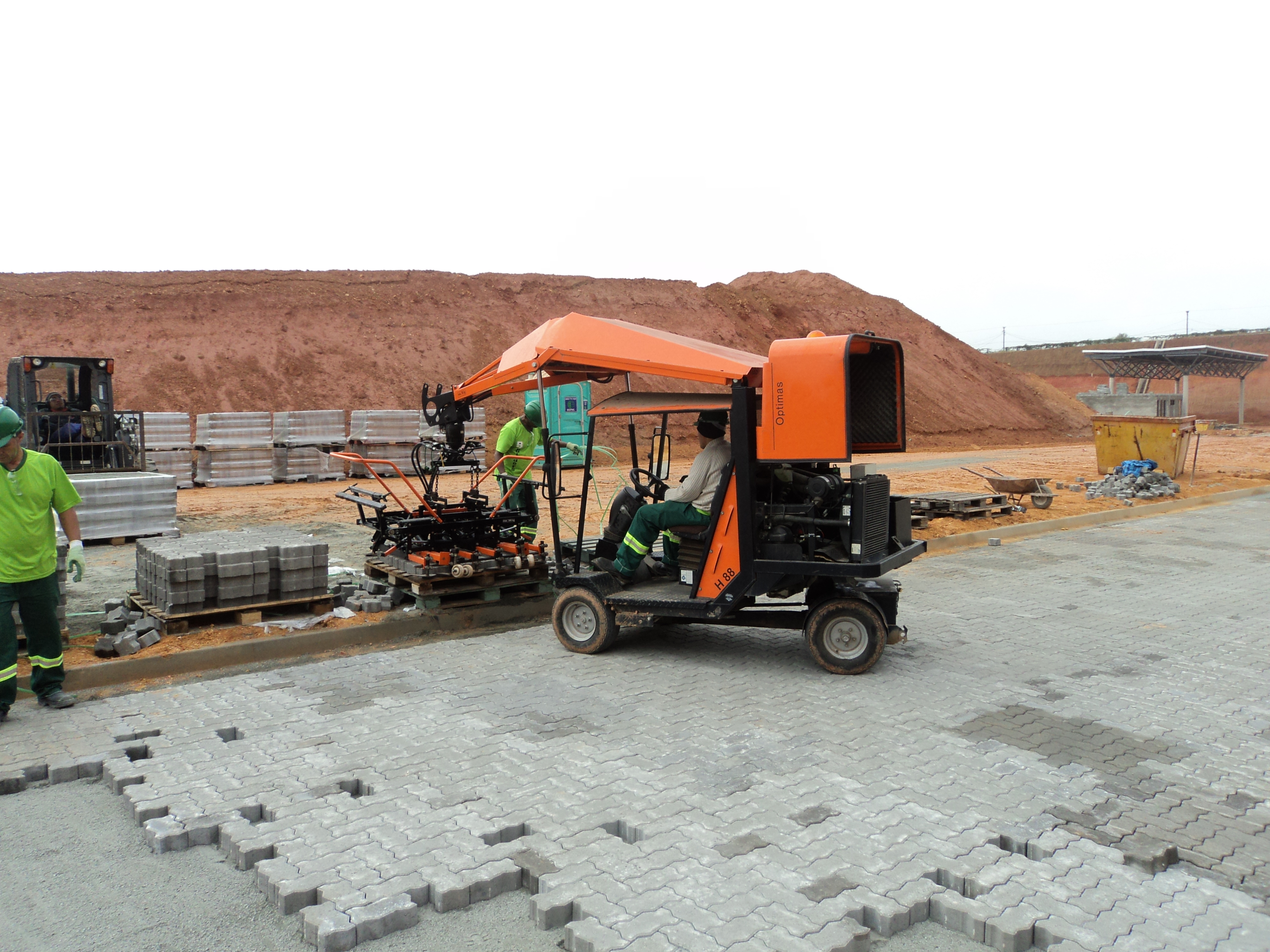
Assentamento Mecânizado de piso intertravado.

O principio básico do travamento é a junção das peças modulares de concreto que se encaixam/travam umas às outras, revestindo assim a superfície. Pode ser assentada a mão ou mecanicamente, o que torna o trabalho mais fácil especialmente em grandes áreas como portos, aeroporto, entrepostos e etc.

## Principais Aplicações

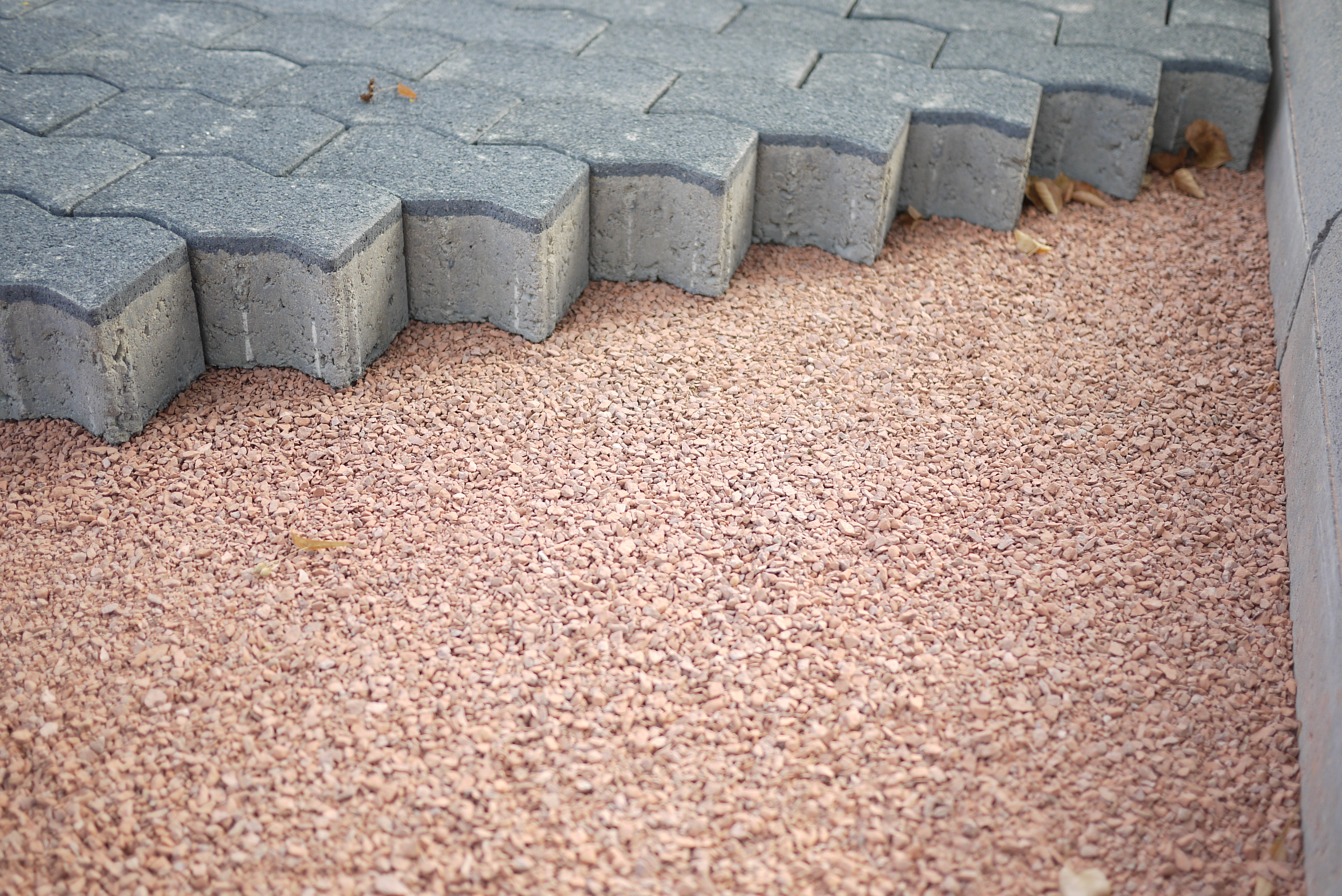
Colocação do pavimento sobre a areia.

A versatilidade de aplicação é certamente a maior vantagem desse pavimento em relação a outros. Pode ser colocado em áreas que exijam uma maior resistência por haver trafego de veículos pesados, além de locais com trânsito leve onde geralmente a estética dita às regras, favorecendo o uso de pisos travados coloridos.

## Manutenção
A manutenção e limpeza do pavimento intertravado é feita de maneira simples. Pode ser realizada através de jato de água com pressão e por meio de produtos químicos. Sua resistência torna o processo seguro, evitando qualquer tipo de deterioração na hora da limpeza. 
A substituição de peças também pode ser feita de forma rápida e prática.  Pelo fato do intertravado não ser fixo por concreto ou argamassa, a peça avariada pode facilmente ser trocada por uma nova utilizando do principio básico do intertravamento.

## Fator Estético

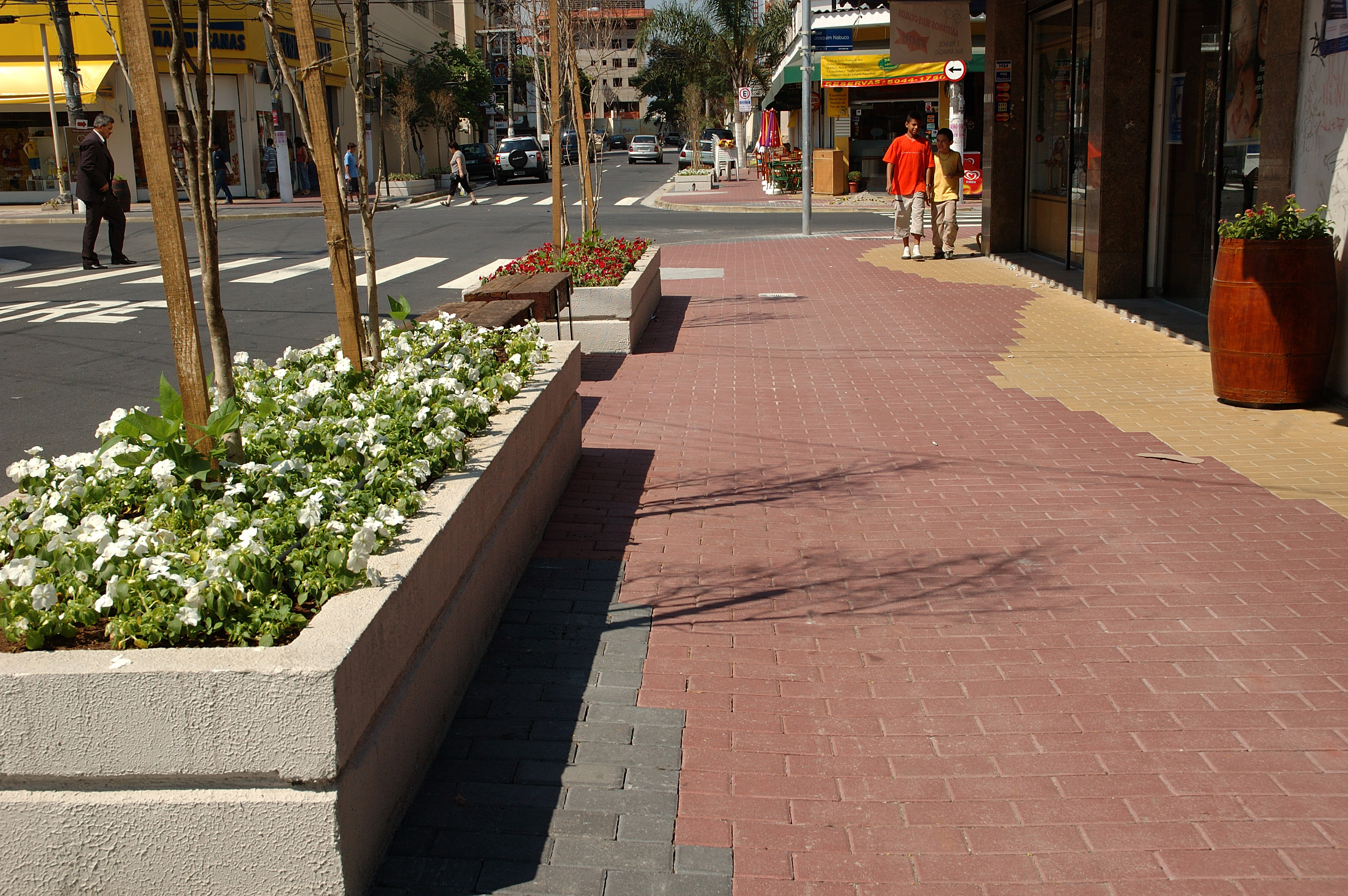
Piso Intertravado Colorido Dupla Camada

Com o avanço na tecnologia de produção, as peças começaram ganhar maior apelo estético. A tecnologia de dupla camada tornou o acabamento superior, acrescentando vivacidade às cores. A estética lapidada incorporou-se ao status de versatilidade do produto, agradando arquitetos e paisagistas que veem o pavimento intertravado como mais um elemento de criação para seus projetos.

## Durabilidade
Por ser um produto feito de concreto, se corretamente instalado e respeitada às condições de solo indicadas para a execução do serviço, o travado pode ter durabilidade indefinida. Para os pisos coloridos que possuem a tecnologia da dupla camada a durabilidade das cores também aumenta drasticamente, por serem utilizados materiais nobres na camada superior o impacto do desgaste natural é muito menor, prolongando a vivacidade das cores.

## Conforto Térmico
A coloração mais clara e homogênea dos pisos travados em relação a outros tipos de pavimentos, garante uma menor absorção do calor pela superfície, aumentando o conforto térmico e diminuindo a formação das ilhas de calor. A diferença de temperatura em relação a outros tipos de pavimentos pode chega a 17° C.

## Permeabilidade

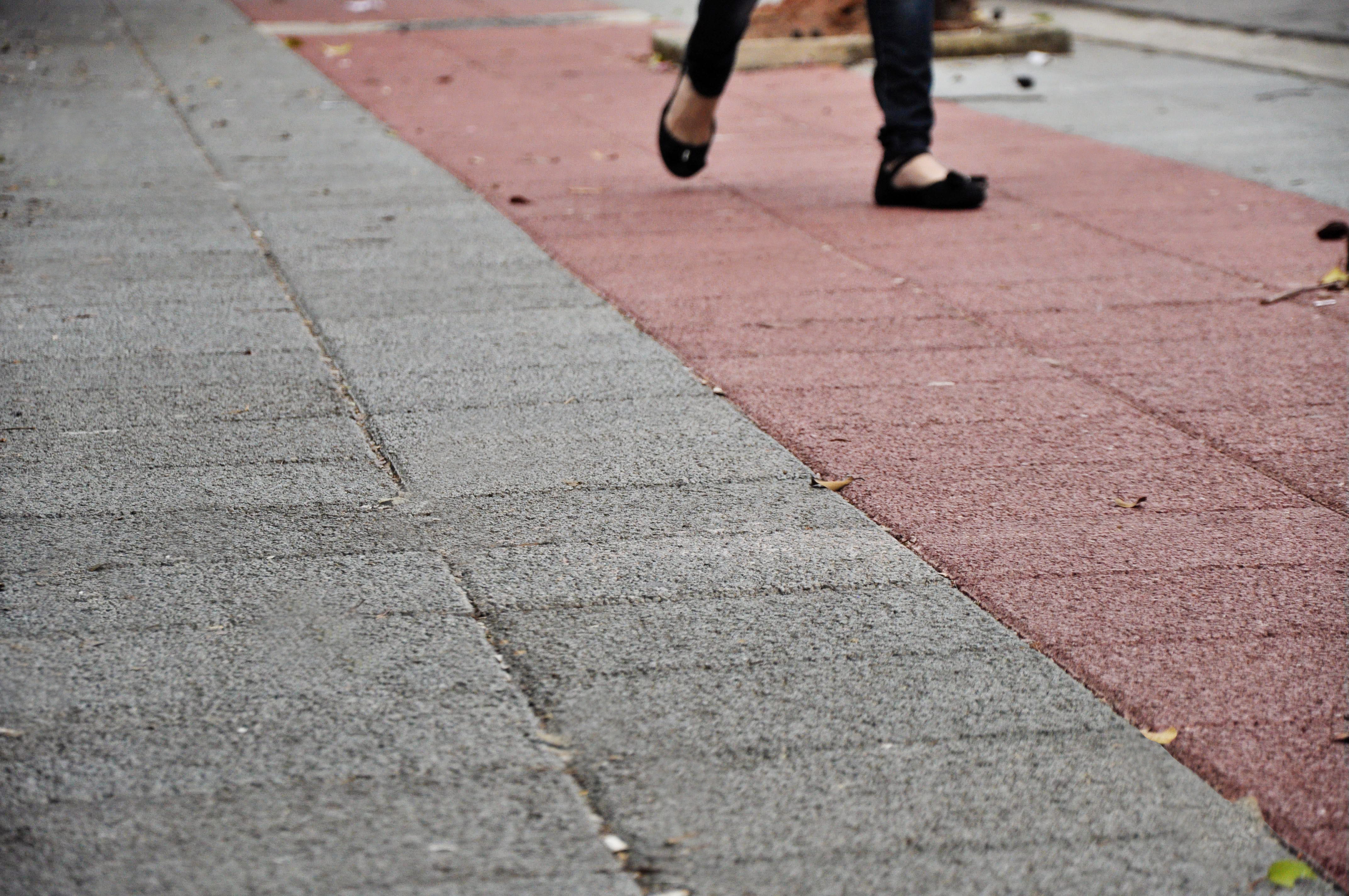
Pavimento Intertravado Drenante

O pavimento travado de concreto pode ser permeável. A característica drenante permite a infiltração da água no piso, colaborando com a diminuição das superfícies impermeáveis tão comuns em ambientes urbanos. Mesmo os travados que não são produzidos para possuírem a característica drenante têm o seu percentual de permeabilidade.